# Бојан Јовић
{[bez izvora}}
Бојан Јовић (Београд, 25. април 1963) српски је теоретичар и историчар књижевности, уредник и преводилац.
Дипломирао је на одсеку за Општу књижевност и теорију књижевности Филолошког факултета у Београду, где је похађао и последипломске студије. Током студија је добио награду Универзитета у Београду, звање студента генерације 1986/1987. године, те постао стипендиста Министарства за науку и технологију Републике Србије.
Био уредник и главни одговорни уредник часописа „Књижевна реч“, као и уредник у издавачким кућама „Стубови културе“, „Esotheria“, „Zepter Book World“.
Познат је и као преводилац: превео већи број текстова, укључујући и десетак књига, са енглеског, немачког, француског и италијанског језика.

## Научна каријера
Запослио у Институту за књижевност и уметност 1988. године као асистент-приправник на пројекту Компаративна изучавања српске књижевности. Магистрирао 1989. одбранивши рад Лирски роман (на материјалу српског експресионизма). Рад је, измењен и дорађен, објављен 1995. године као ауторска књига и награђен је признањем „Станислав Винавер” за најбољу прву књигу из научне области.
Докторску тезу под насловом Поетичка начела Растка Петровића у контексту европске авангарде одбранио је 2000. године на Филолошком факултету у Београду. Текст тезе, допуњен и измењен, као књигу Поетика Растка Петровића: структура; контекст објавио је 2005. године.
До сада је објавио преко осамдесет научних радова и расправа посвећених књижевнотеоријским и методолошким питањима компаративних књижевних анализа, проучавању српске авангардне књижевности у европском контексту, фантастике и научне фантастике, као и анализама дела најзначајнијих српских савремених књижевника.

## Изабрана библиографија
- Лирски роман српског експресионизма. Институт за књижевност и уметност, Београд, 1994.
- Поетика Растка Петровића : структура; контекст, Народна књига – Алфа, Институт за књижевност и уметност, Београд 2005. 450 стр.
- Рађање жанра - почеци српске научно-фантастичне књижевности Институт за књижевност и уметност, Београд 2006, 119 стр.